# Lomographa acutangulata
Lomographa acutangulata là một loài bướm đêm trong họ Geometridae.